# Клірова відомість
Клі́рова відо́мість (списки осіб духовного відомства) — документ про службу осіб духовного стану. Згідно із законом вважався актом, що засвідчує стан осіб духовного звання.

## Історія
Вперше у Всеросійській імперії були запроваджені 20 січня 1769 року під назвою «Іменні списки всім особам духовного звання православного сповідання». 31 березня 1829 року встановлена форма клірових відомостей з трьох частин. 1876 року вони доповнені графою про власні майнові володіння духовної особи, а також її батьків і дружини.

## Зміст
Клірові відомості складалися з трьох частин:
В першу частину вносили відомості про будівлю церкви (рік побудови, чиїм коштом, матеріал споруди, забезпечення церковним начинням, наявність житлових приміщень, відстань до консисторії тощо), про церковне майно і доходи, про наявність школи і богадільні.
До другої частини включалися послужні списки причта. Вона містила: прізвище, ім'я, по батькові, дату народження (вік вказувався на підставі метричних книг), сімейний стан, родинні зв'язки, стан, освіту, місце служби, посаду, нагороди, володіння землею і нерухомістю, знаходження під судом. Крім того, в них були внесені всі діти членів причту, навіть якщо вони проживали окремо від сім'ї.
У третій частині давалися статистичні дані по парафії (суспільний стан парафіян, кількість старообрядців, іновірців тощо).
Загалом клірові відомості складалися щорічно при кожному храмі та були, фактично, зібранням інформації про окрему церкву на певному етапі її існування. Зазвичай велося два примірника, один з яких залишався у парафії, а другий подавався до консисторії.